# Franz Ferdinand Schweins

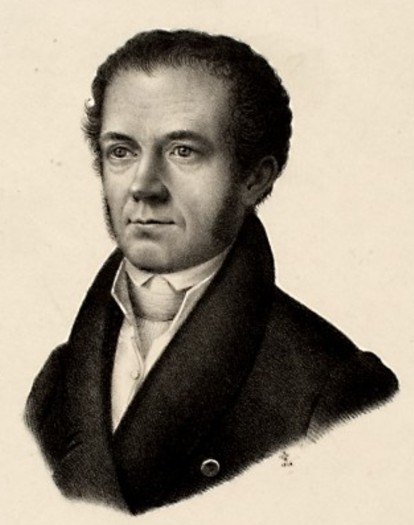
Franz Ferdinand Schweins (1828)

Franz Ferdinand Schweins (* 24. März 1780 in Fürstenberg; † 15. Juli 1856 in Heidelberg) war ein deutscher Mathematiker. Schweins war von 1811 bis 1856 Professor der Mathematik an der Universität Heidelberg.

## Leben
Franz Ferdinand war der Sohn des Tischlermeisters  Franz Schweins (1745–1813), seine Mutter Gertrud (1753–1824) war eine geborene Weitekamp. Er besuchte das Gymnasium in Paderborn und sollte auf Wunsch des Vaters Theologie studieren. Schon früh entdeckte er aber eine Vorliebe für mathematische Studien und durfte seiner Neigung folgen. Von 1801 bis 1802 studierte er zunächst an der Akademie der zeichnenden Künste in Kassel und ab 1802 Mathematik an der Universität Göttingen.
1808 promovierte Schweins an der Göttinger Universität mit der Dissertation Circa problemeta aliqvot ad geometriam practicam spectantes (Über einige Probleme der praktischen Geometrie) zum Dr. phil. und habilitierte sich noch im gleichen Jahr als Privatdozent. Vorlesungen über Mathematik hielt er außerdem in Darmstadt. 1810 ging er als Privatdozent an die Universität Heidelberg, wo er noch über 46 Jahre bzw. 93 Semester wirkte. 1811 wurde er zum außerordentlichen Professor ernannt. Nachdem er eine Berufung an die Universität Greifswald abgelehnt hatte, erhielt Schweins 1816 eine ordentliche Professur für Mathematik an der Heidelberger Universität. 1843 wurde er Prorektor und war bereits 1817, sowie 1832/33, 1838/39 und 1848/49 Mitglied des Engeren Senates. 1819, 1825, 1832, 1838 und 1846 wurde Schweins zum Dekan der Philosophischen Fakultät der Universität Heidelberg gewählt.
Franz Ferdinand Schweins starb am 15. Juli 1856, im Alter von 76 Jahren, in Heidelberg. Er war seit 1826 mit Catharina Barbara Bellosa (1790–1869) verheiratet. Aus der Ehe ging eine Tochter hervor. Für seine Verdienste erhielt er 1820 den Titel eines Hofrates und 1844 den eines Geheimen Hofrates. Schon 1843 erhielt er das Ritterkreuz des Ordens vom Zähringer Löwen. Im Oktober 1851, anlässlich seines 40. Jubiläums an der Heidelberger Universität, wurde Schweins zum großherzoglich badischen Geheimen Rat ernannt.

## Veröffentlichungen (Auswahl)
- Geometrie. Nach einem neuen Plane bearbeitet aus den Schriften der Alten und Neuen gesammelt und mit neuen Sätzen vermehrt. Erster und Zweiter Teil, Göttingen 1805 bis 1808.
- Circa problemeta aliqvot ad geometriam practicam spectantes. (Dissertationsschrift), Göttingen 1807.
- System der Geometrie. Mit einer Einleitung in die Größenlehre. Als Handbuch zu Vorlesungen entworfen. Göttingen 1808.
- Skize eines Systems der Geometrie als Einladungsschrift zu Vorlesungen. Heidelberg 1810. Digitalisat
- Handbuch der Geodäsie. Gießen 1811.
- Zinsrechnung. Darmstadt 1812.
- Analysis. Heidelberg 1820.
- Theorie der Differenzen und Differentiale, der gedoppelten Verbindungen, der Producte mit Versetzungen, der Reihen, der wiederholenden Functionen, der allgemeinsten Facultäten und der fortlaufenden Brüche. Heidelberg 1825.
- Größenlehre. als Bearbeiter, Heidelberg 1832.
- Perfecta solutio problematis de principio virtualis celeritatis. als Festschrift der Universität Heidelberg 1844.